# Borgaro Torinese
Borgaro Torinese es una localidad y comune italiana de la provincia de Turín, región de Piamonte, con 13.445 habitantes. 
En la localidad se encontraba la sede del Grupo Ergom, destacado fabricante de materias plásticas para la industria automovilística.

## Evolución demográfica
| Gráfica de evolución demográfica de Borgaro Torinese entre 1861 y 2001 |
|                                                                        |
| Fuente ISTAT - elaboración gráfica de Wikipedia                        |